# ارنی شاف
فردریک ارنست "ارنی" شاف (انگلیسی: Frederick Ernest "Ernie" Schaaf) متولد ۲۷ سپتامبر ۱۹۰۸ - ۱۴ فوریه ۱۹۳۳ یک بوکسور حرفه ای آمریکایی بود که در دهه ۱۹۳۰ مدعی سنگین وزن بود اما پس از یک دوره درگذشت.